# Иж-56

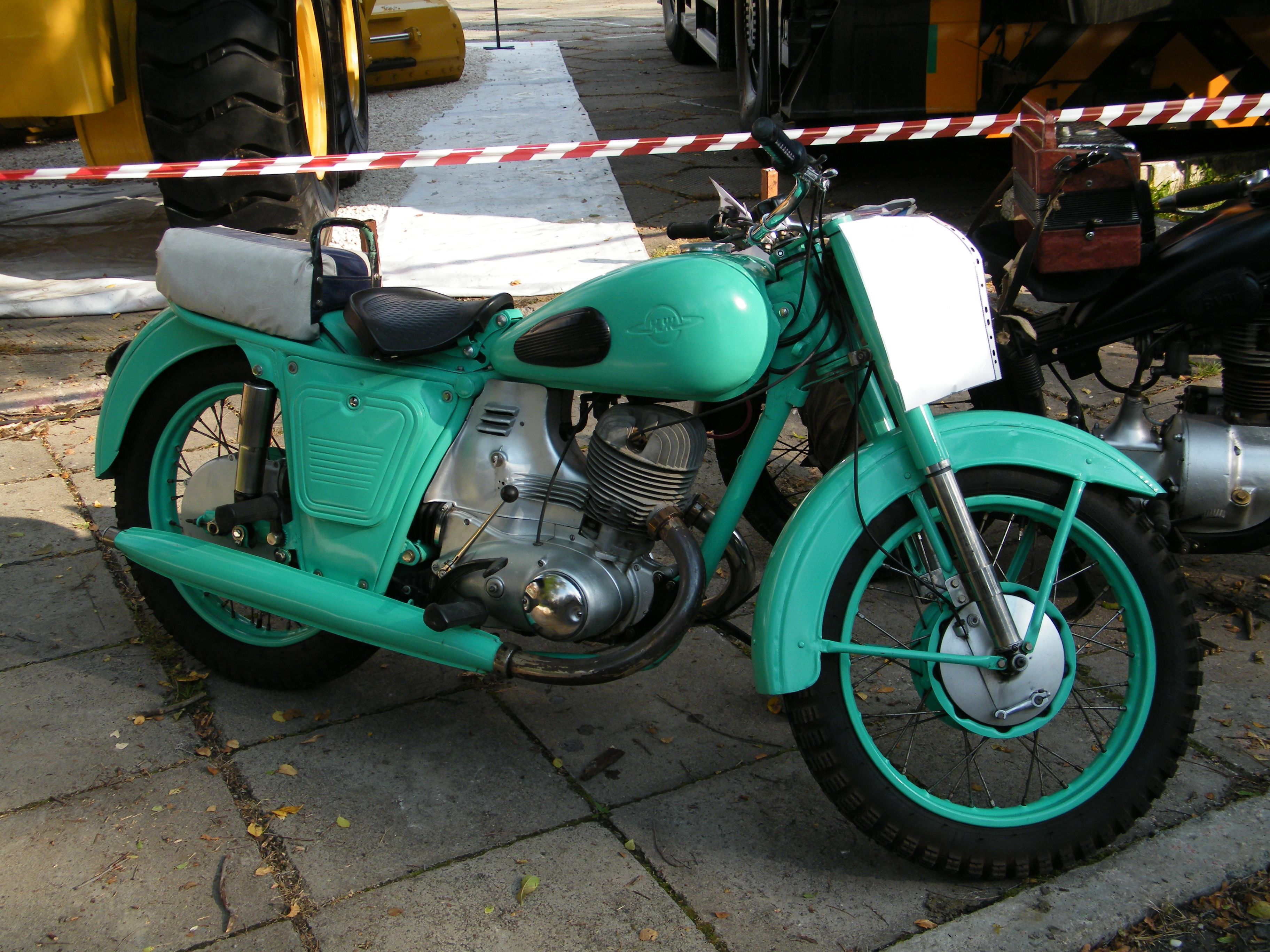
Мотоцикл Иж-56

Иж-56 — дорожный мотоцикл среднего класса, предназначенный для езды по дорогам с разным покрытием в одиночку или с пассажиром. Выпускался Ижевским машиностроительным заводом с 1956 по 1962 год.

## История
В 1956 году появилась новая модель — «Иж-56», а в скором времени завод уже выпустил их опытную партию. Создана под руководством первого начальника Специализированного конструкторского бюро мотоциклостроения (СКБ-61) А. А. Модзелевского. По своей конструкции мотоцикл существенно отличался от ранее выпускаемых. Штампованная рама стала трубчатой, были предусмотрены глубокие щитки колёс, защищающие водителя от пыли и грязи, седло из губчатой резины с чехлом. Мотоцикл выпускался в двух вариантах — со сдвоенным и с раздельными сёдлами. Карбюратор и воздухоочиститель закрыли кожухами, которые в сочетании с инструментальными ящиками придали машине хороший внешний вид. Колеса с прямыми спицами стали взаимозаменяемыми. Цепь, идущая от коробки передач к заднему колесу была защищена герметическим кожухом. Он был на 20 % мощнее своего предшественника, мощность двигателя повысилась до 13 л.с. Его «тираж» за время выпуска составил 677.428 штук, из которых 130 тысяч были оснащены боковым прицепом. С 1962 года на базе машины «Иж-56» освоено производство мотоцикла «Иж Планета». «Иж-56» интересен для реставраторов, так как является историей развития нашего мотопрома.

## Конструкция
На мотоцикле установлен одноцилиндровый, двухтактный двигатель воздушного охлаждения с возвратно-петлевой двухструйной продувкой, с приготовлением рабочей смеси в карбюраторе и воспламенением её в цилиндре от электрической искры. В отличие от своего предшественника Иж-49, у 56-го был алюминиевый цилиндр. Коленчатый вал — сборный, прессованный. Картер — блочного типа. В передней части находится кривошипная камера, в задней размещена коробка передач. Картер состоит из двух половин с разъёмом по средней продольной плоскости. Педаль ножного переключения передач и педаль кикстартера расположены с левой стороны картера коробки передач. Рычаг ручного переключения передач не был вынесен на бак, как на Иж-49, а был выполнен в виде вертикального рычага справа на двигателе.

## Технические характеристики
- Габаритная длина 2115 мм.
- Габаритная ширина 780 мм.
- Габаритная высота 1025 мм.
- Клиренс 135 мм.
- Сухой вес мотоцикла 158 кг.
- Максимальная скорость более 100 км/час.
- Ёмкость топливного бака 14 л.
- Запас хода по шоссе 310 км.
- Расход топлива по шоссе не более 4,5 литра на 100 км.
- Топливо: Бензин с автолом 10—18 в пропорции 25 : 1
- Преодолеваемый брод 300 мм.
- Двигатель
  - Ход поршня 85 мм
  - Диаметр цилиндра 72 мм
  - Число цилиндров 1
  - Рабочий объем цилиндра 346 см3
  - Степень сжатия 6,8
  - Максимальная мощность 13 л.с. при 4200-4500 об/мин.
  - Охлаждение воздушное
  - Система смазки совместная с топливом
  - Тип карбюратора К-28Д

- Сцепление многодисковое, в масляной ванне
- Коробка передач четырехступенчатая, двухходовая.
- Передача от коробки на заднее колесо роликовая цепь, передаточное число — 2,47.
- Рама — трубчатая, сварная.
- Передняя вилка пружинная телескопического типа с гидравлическими амортизаторами.
- Задняя подвеска пружинная с гидравлическими амортизаторами
- Тип тормозов колодочные
- Тип колес легкосъёмные, с тангентнорасположенными спицами.
- Размер шин 3,25-19"

## Спортивные модификации
В 1957 году началось производство нового семейства спортивных мотоциклов с трубчатой сварной рамой и маятниковой задней подвеской.
- Иж-57К — для кроссовых соревнований, мощность 18 л.с.
- Иж-57М — для многодневных соревнований, мощность 18 л.с.

- Иж-54А — для шоссейно-кольцевых соревнований заднее колесо имело paзмеp 16", переднее — 19". мощность 20 л.с.
- Иж-60М — для многодневных соревнований, мощность 19 л.с.
- Иж-60МС — для многодневных соревнований, коробка передач 6-ступенчатая[3].